# فرانز غورتنر
فرانز غورتنر (26 أغسطس 1881 - 29 يناير 1941) وزيراً للعدل الألماني في حكومة أدولف هتلر، مسؤول عن تنسيق فقه القضاء في الرايخ الثالث. قدم العقوبات الرسمية والأسباب القانونية لسلسلة من الإجراءات في ظل حكومات فرانز فون بابن، كورت فون شلايشر وهتلر من عام 1932 حتى وفاته في عام 1941.

## سيرة شخصية
في 2 يونيو 1932، تم ترشيح جورتنر وزيرا للعدل الرايخ تحت رئاسة المستشار فرانز فون بابن. بعد خدمته في خزائن Papen وكورت فون شلايشر، احتفظ هتلر بمنصبه، وجعله مسؤولاً عن تنسيق الفقه في الرايخ الثالث. على الرغم من أن جورتنر لم يكن نازيًا، إلا أنه شارك في الانحناء الاستبدادي المتزايد لمعظم زملائه في DNVP. دعم بالكامل مرسوم حريق الرايخستاغ، الذي قضى فعليًا على الحريات المدنية في ألمانيا. في الواقع، في اليوم السابق من حريق الرايخستاغ، اقترح مشروع قانون كان شبه ثقيل مثل مرسوم حريق الرايخستاغ. كانت ستفرض قيودا صارمة على الحريات المدنية بحجة منع الشيوعيين من شن إضراب عام.  كما دمج جمعية القضاة الألمان مع جمعية المحامين الاشتراكيين الوطنية الجديدة (Nationalsozialistischer Rechtswahrerbund)، وقدم الحجاب من الشرعية الدستورية للدولة النازية. 
بدلاً من الاستقالة، بقي غورتنر مستمرًا، حتى ذهب إلى حد الانضمام إلى الحزب النازي في عام 1937. قدم عقوبات رسمية وأساسات قانونية لسلسلة من الإجراءات القمعية، بدءًا من مؤسسة Ständegerichte ( محاكم الطبول العسكرية ) التي حاكمت البولنديين واليهود في الأراضي الشرقية المحتلة، وبعد ذلك للمراسيم التي فتحت الطريق لتنفيذ الحل النهائي.. 
توفي جورتنر في 29 يناير 1941 في برلين.

## اقتباسات
1. ↑  Evans، Richard J. (2003). The Coming of the Third Reich. نيويورك: دار. ISBN:978-0141009759.
2. ↑  Austin Cline, "When National Interests Take Precedence Over the Rule of Law" (PDF) Website on the rule of law. Retrieved 12 May 2010 نسخة محفوظة 13 أبريل 2020 على موقع واي باك مشين.
3. ↑  Kershaw, II, 254

## روابط خارجية
- فرانز غورتنر على موقع مونزينجر (الألمانية)
- فرانز غورتنر على موقع إن إن دي بي (الإنجليزية)

- فرانز غورتنر في فهرس مكتبة ألمانيا الوطنية
- فرانز جورتنر في ملفات Reichskanzlei باللغة الألمانية
- فرانز جورتنر في Haus der Bayerischen Geschichte باللغة الألمانية
- سيرة المتاحف التاريخية الألمانية باللغة الألمانية
- Newspaper clippings about Franz Gürtner